# Mango (chaîne de télévision)
 (avril 2019).
Pour les articles homonymes, voir Mango.
Mango est une ancienne chaîne polonaise de téléachat du groupe TVN. La chaîne a été lancée le 27 mars 2002.[réf. nécessaire] Le 31 juillet 2020, la chaîne ainsi que l'émission de télévision ont été arrêtées.

## Histoire
La chaîne de télévision a été lancée par Mango Media en 2002,. Le signal de la station était immédiatement disponible sur la plate-forme Cyfra+, puis sur les plates-formes Cyfrowy Polsat et n (pl). Le signal de télévision pouvait également être reçu par les téléspectateurs individuels par les satellites de télédiffusion, grâce au système satellitaire Hot Bird sur lequel la station Mango 24 diffusait un signal non codifié (disponible à tous les téléspectateurs). La station a diffusé ses émissions sur Orange TV. En outre, Mango 24 TV était disponible sur la télévision par câble en Pologne. La première émission a eu lieu en mars 2002.
Pendant 24 heures sur 24, des spots préparés par la société de téléachat Mango étaient diffusés sur Mango. Des entreprises extérieures faisaient également de la publicité pour leurs services sur la station. Entre 2010 et 2017, la chaîne diffusait un strip érotique après 23 h.
Le 23 mai 2007, le Groupe TVN a acquis 100% de Mango Media, le réseau de téléachat appartenant au Studio Moderna (pl) auprès de Maciej et Dorota Bukowski. La transaction s'est élevée à 13 millions d'euros,.
Depuis le 7 février 2008, une émission au nom de Mango Live présentait des informations sur la marque de bijoux vendus à l'antenne. Le programme est resté à l'antenne pendant 3 mois. L'émission était animée par les présentateurs de la chaîne TVN Gra avec les partenaires de Mango.
Depuis le 24 février 2010, un flux vidéo en direct de la chaîne a été lancé sur le site de Mango Media.
Du 1er janvier 2010 au 30 juin 2014, la chaîne diffusait quotidiennement de 21h00 à 23h30 (à partir du 1er février 2013 de 20h00 à 23h30) l'émission ésotérique Kosmica TV.